# آن دختر و آن پسر
آن دختر و آن پسر (به هندی: Ki & Ka) فیلمی محصول سال ۲۰۱۶ و به کارگردانی آر. بالکی است. در این فیلم بازیگرانی همچون کارینا کاپور، آرجون کاپور، راجیت کاپور، آمیتاب باچان، جایا باچان ایفای نقش کرده‌اند.